# 烏梢蛇
乌梢蛇（學名：Ptyas dhumnades），又名烏梢蛇，是蛇亞目游蛇科鼠蛇屬下的一種無毒蛇類，主要分布於台灣以及中国大陆的上海、江蘇、浙江、安徽、福建、河南、湖北、湖南、廣東、廣西、四川、貴州、雲南、陝西、甘肅。烏梢蛇俗名甚多，又稱烏蛇、烏花蛇、烏風蛇、斷草烏、劍脊蛇等。多見於平原、丘陵地帶，也可分布到海拔1570米的高原地區，亦常見於農耕聒水域附近。其生存的海拔範圍為50至1570米。模式產地在浙江舟山群島。目前未有任何亞種被確認。

## 特徵
乌梢蛇體型頗長，可達220公分，身形幼細，頭部與頸部有明顯分別，雙眼較大。體色以橄欖色或黑色為主，有8片上唇鱗及8至10片下唇鱗。背鱗成對排列，呈龍骨結構突起，背部中央有一條黃色縱紋，兩側有黑色條紋。

## 習性
爬行速度快，爬行時頭部會往上揚，日間活動。以鼠類、蜥蜴、青蛙為主食。

## 保护
本种于2023年被收录入《有重要生态、科学、社会价值的陆生野生动物名录》。

## 典籍

### 烏梢
明末屈大均著作《廣東新語》中，有〈蟲語〉一卷，提及廣東一帶的蛇類，當中就曾有述及到烏梢蛇，其記載為：“有曰烏梢者，野遇之，殺傷不死，能尾其人至家以報之。以釀酒，可治瘡疥。”指當人們在野外遇到烏梢蛇時，若與其搏鬥而未有將其殺死的話，烏梢蛇就會尾隨對方到其家中，並伺機報復。目前為止，這種說法仍未有充份的證據予以支持。篇中亦提到烏梢蛇可以用作釀酒，飲服可以醫治瘡疥之疾 但過多會致死。

### 斷草烏
《廣東新語》之〈蟲語〉同卷中又有一篇“斷草烏”，亦指烏梢蛇，內容為：“斷草烏者，蛇也，大僅指許，長五六寸，頭如龍形而小，身純烏。其行也，百草沾之立斷，人見斷草，輒跡得之，故蛇每離地丈許。使身如矢，直以入穴，使不沾草，故人莫得而取之。以酒煮食，愈麻瘋。”內容指此斷草烏梢蛇全身烏黑，其身體能將所有觸碰到的植物弄斷；而且牠們十分聰明，知行徑時所遺留下的斷草會讓人得以跟蹤，因此當其將回洞穴時，會鼓身彈出，如箭矢般向前衝，不沾草木，不給任何跟蹤的線索。斷草烏有中藥效用，和酒煮熟加以服食，可以治療麻瘋病。這一點與《本草綱目·鱗部》中的內容所述一致。

## 中藥
多於夏、秋二季捕捉，剖開蛇腹或先剝去蛇皮留頭尾，除去內臟，盤成圓盤狀，乾燥。功效祛風，通絡，止痙。用於風濕頑痹，麻木拘攣，中風口眼歪斜，半身不遂，抽搐痙攣，破傷風，麻風疥癬，瘰鬁惡瘡。

### 外部連結
- 烏梢蛇 中藥材圖像數據庫  (香港浸會大學中醫藥學院) （中文）（英文）
- 蛇蛻 中藥材圖像數據庫  (香港浸會大學中醫藥學院) （中文）（英文）

## 備註
1. ↑  Ren, J.; Li, P.; Zhou, Z.; Ji, X. . The IUCN Red List of Threatened Species. 2021, 2021: e.T192126A2043652  [3 July 2023]. doi:10.2305/IUCN.UK.2021-3.RLTS.T192126A2043652.en .
2. ↑  . 中华人民共和国中央人民政府. 2023-06-26  [2023-11-12]. （原始内容存档于2023-10-09）.
3. ↑  .   [2009-02-05]. （原始内容存档于2014-08-05）.
4. ↑  李时珍在《本草纲目》中指出：“乌蛇性甘味平，产南蛮之地，凡癣疥皆能愈之。主治匿疮，癞疾诸瘘，半身枯死，皮肤顽痹，恶疮手足脏腑间重疾。”

## 外部連結
- 台灣陽明山國家公園網站：過山刀